# After the Ball Was Over (film 1914)
After the Ball Was Over è un cortometraggio muto del 1914 diretto da W.P. Kellino.

## Trama
Un ballerino vestito da Mefistofele terrorizza un malvivente.

## Produzione
Il film fu prodotto dalla EcKo.

## Distribuzione
Distribuito dall'Universal Pictures, il film - un cortometraggio di 184,4 metri - uscì nelle sale cinematografiche britanniche nel marzo 1914.